# Tôn giáo tại Liban

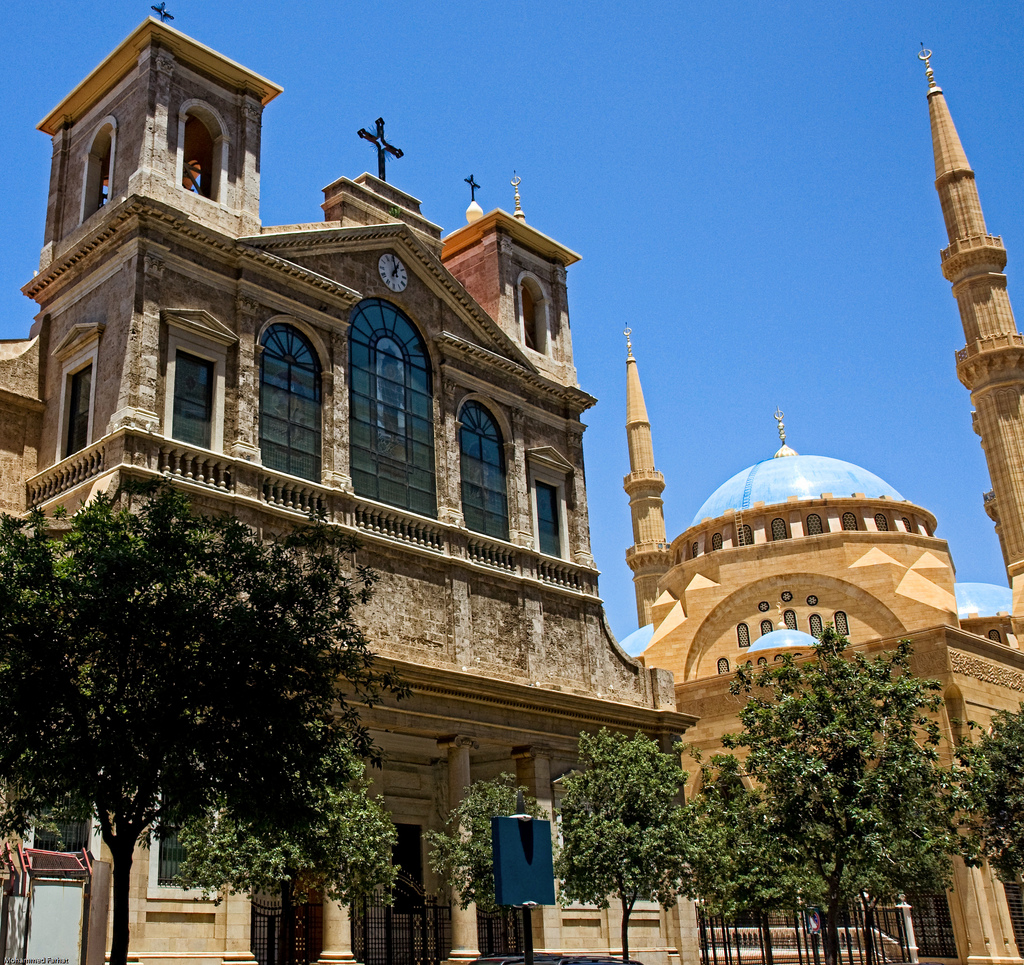
Nhà thờ chính tòa thánh George và thánh đường Mohammad Al-AminBeirut.

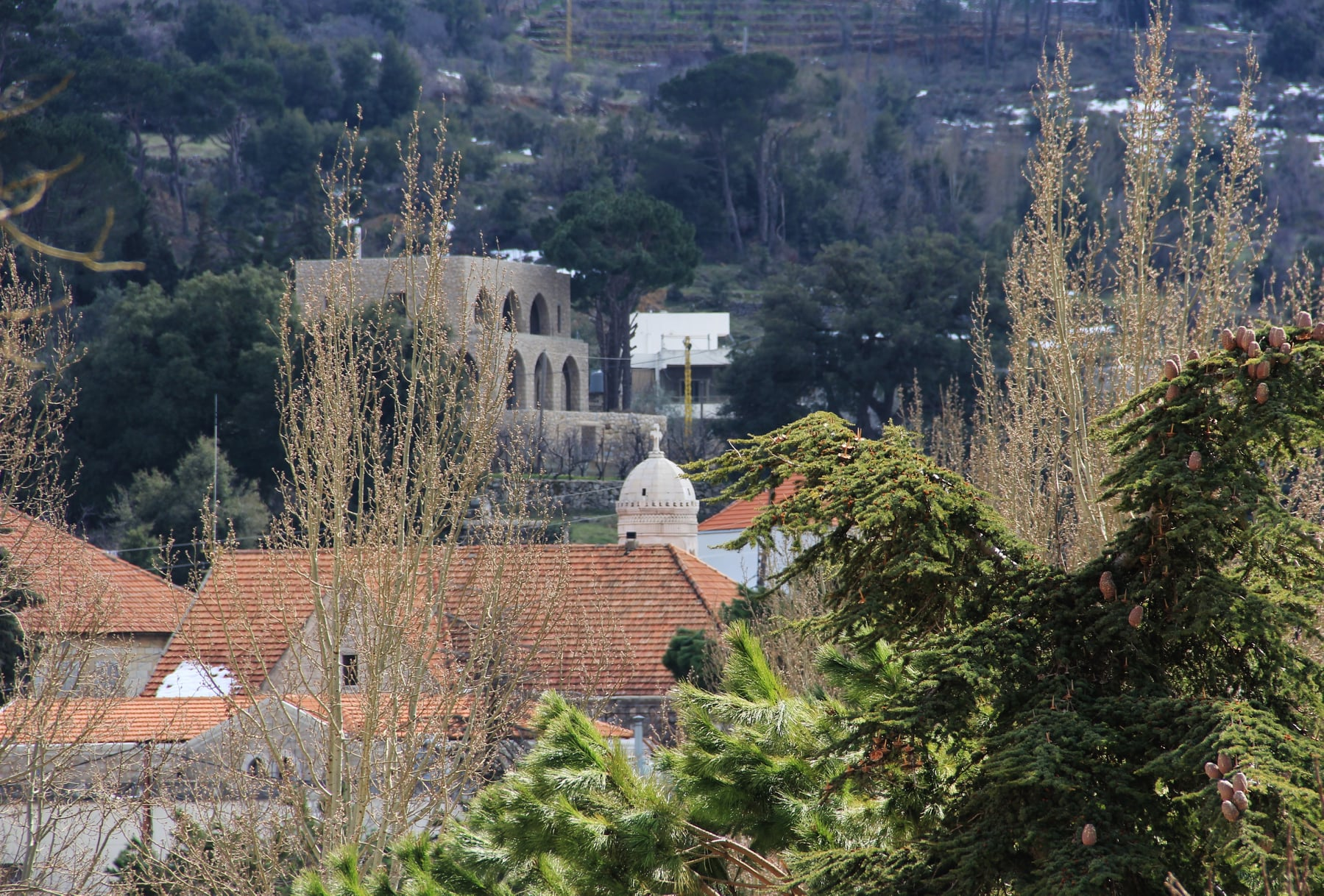
Nhà thờ Kitô giáo đứng bên một khalwa (nhà cầu nguyện) của người Druze trên dãy núi Shuf. Từ xưa đến nay, người Kitô giáo và người Druze sống hoàn toàn hòa hợp với nhau trên dãy núi Shuf.

Liban là một quốc gia nằm cạnh bờ phía đông của Địa Trung Hải và là quốc gia đa dạng tôn giáo nhất ở vùng Trung Đông. Hiến pháp Liban công nhận 4 tôn giáo chính và 18 giáo phái tôn giáo, trong đó có Islam giáo (phái Sunni, phái Shia, phái Alawi và phái Druze), Kitô giáo (Giáo hội Maronite, Giáo hội Chính thống giáo Hy Lạp, Giáo hội Công giáo Melkite Hy Lạp, Tin Lành, Giáo hội Tông truyền Armenia, Giáo hội Công giáo Armenia, Giáo hội Phương Đông Assyria và Giáo hội Công giáo Chaldea), cùng hai tôn giáo khác là Do Thái giáo và Bahá'í giáo.

Nước Liban khác với các quốc gia Trung Đông ở chỗ sau khi nội chiến tại nước này kết thúc, tương tự như nước Albania và Bosna-Hercegovina tại vùng Đông Nam Âu, Islam giáo không trở thành tôn giáo đa số nhưng cùng với Kitô giáo tạo nên một xã hội với phần đông dân chúng theo các giáo phái khác nhau của Islam giáo và Kitô giáo. Tuy nhiên, Ki tô giáo là tôn giáo của phần đông dân số trong cộng đồng người Liban hải ngoại với gần 14 triệu người.
Tôn giáo chính thức của các cử tri hợp lệ (2011)
Người tỵ nạn tại Liban chiếm tỷ trọng đáng kể trong dân số nước này, chiếm khoảng 2 triệu người trong số hơn 6 triệu người sống tại Liban vào năm 2017, khiến cho số liệu thống kê bị tác động. Trong số họ, phần lớn là người gốc Syria hoặc là Palestine, phái Sunni của Islam giáo chiếm thế độc tôn, tuy nhiên cũng có những người tỵ nạn là tín hữu Kitô giáo và tín hữu phái Shia của Islam giáo.
Theo thông lệ, nước Liban có tổng thống là tín hữu Kitô giáo Maronite, thủ tướng là tín hữu phái Sunni của Islam giáo và chủ tịch Quốc hội là tín hữu phái Shia của Islam giáo.

## Tự do tôn giáo
Vào năm 2023, Liban được Freedom House đánh giá 3 trên 4 điểm về tự do tôn giáo.

## Chùm ảnh

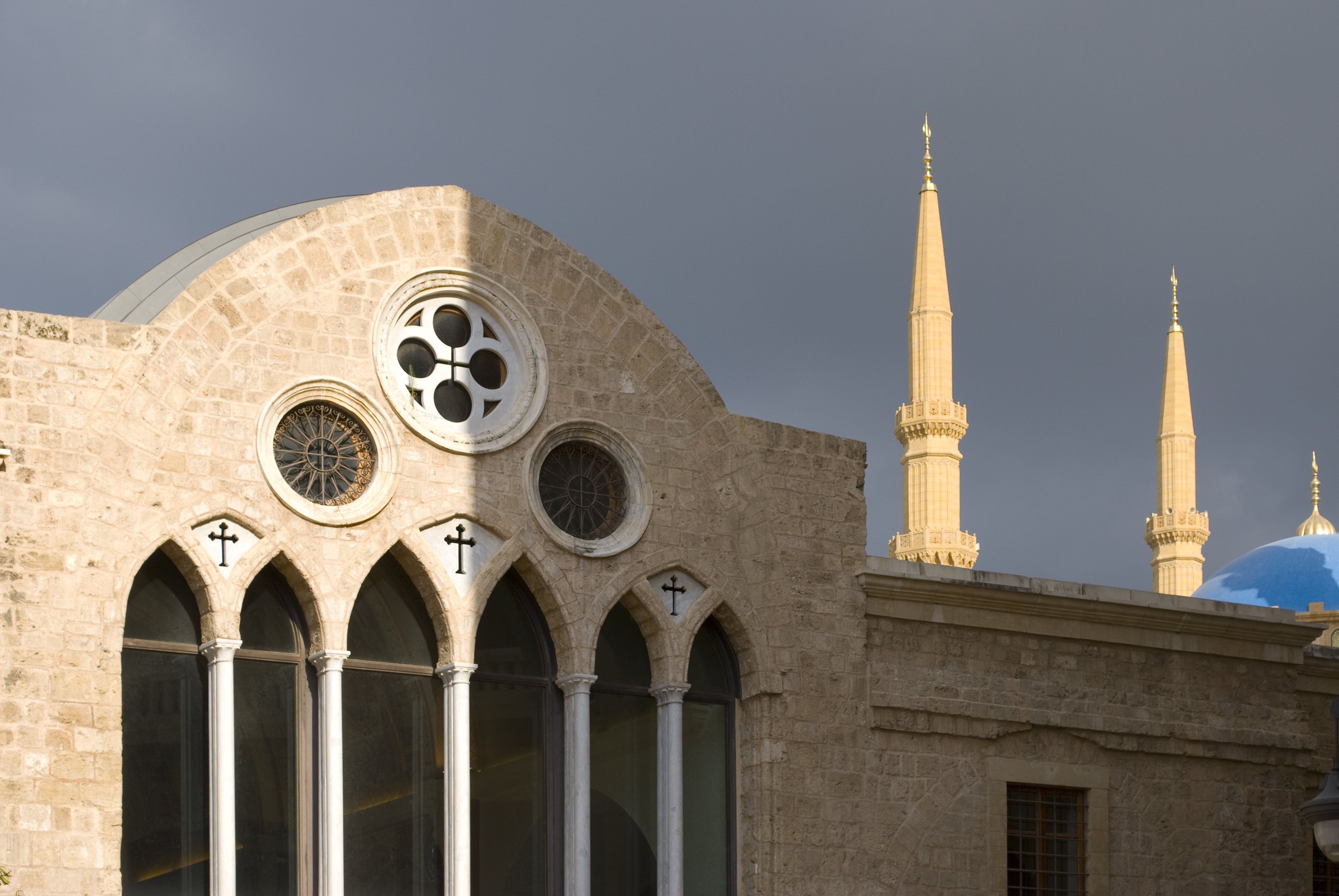
Nhà thờ chính tòa thánh George thuộc Giáo hội Chính thống giáo Đông phương tọa lạc gần khu kinh doanh của thủ đô Beirut
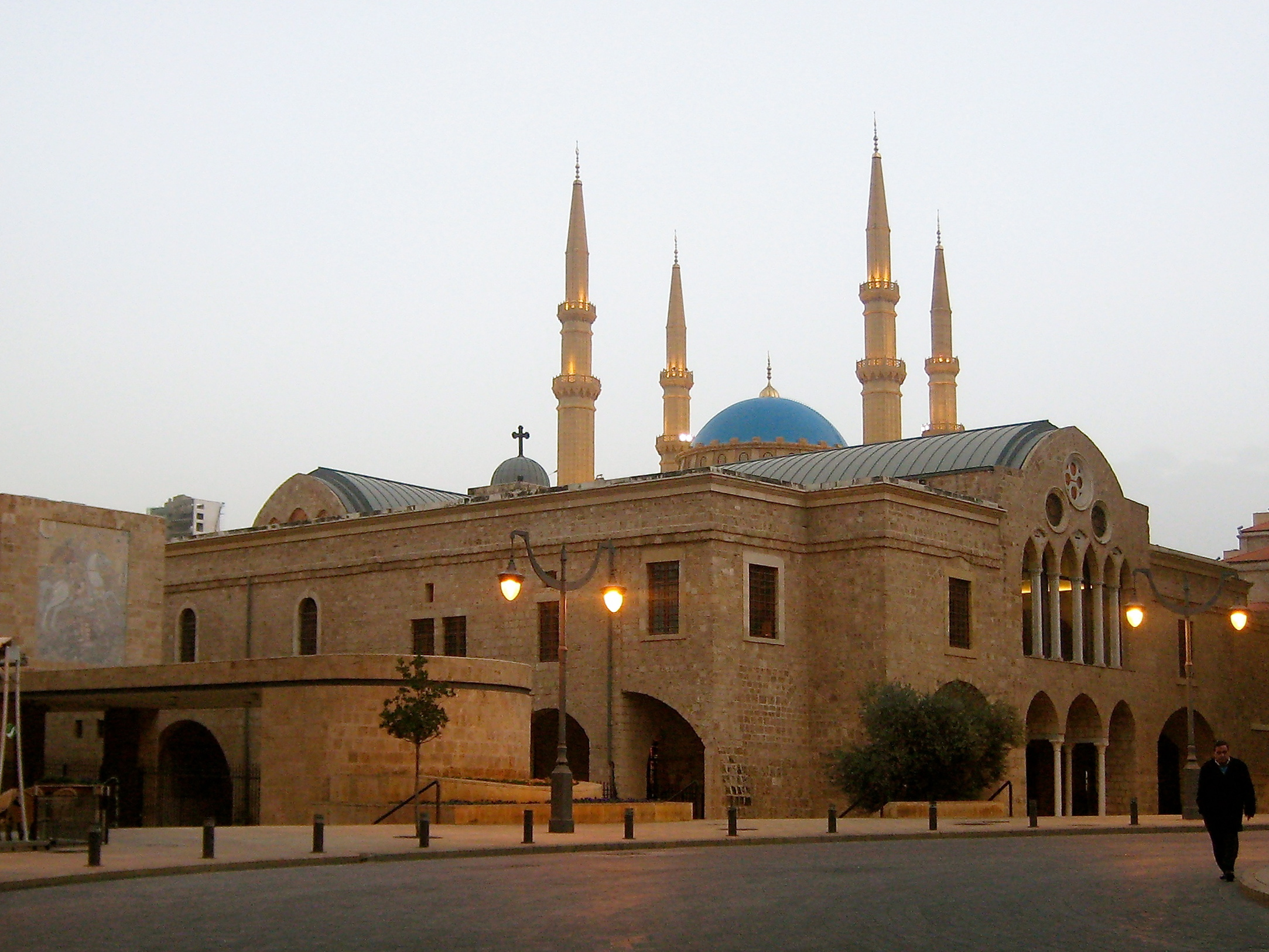
Nhà thờ chính tòa thánh George thuộc Giáo hội Chính thống giáo Hy Lạp tại quảng trường Nejme
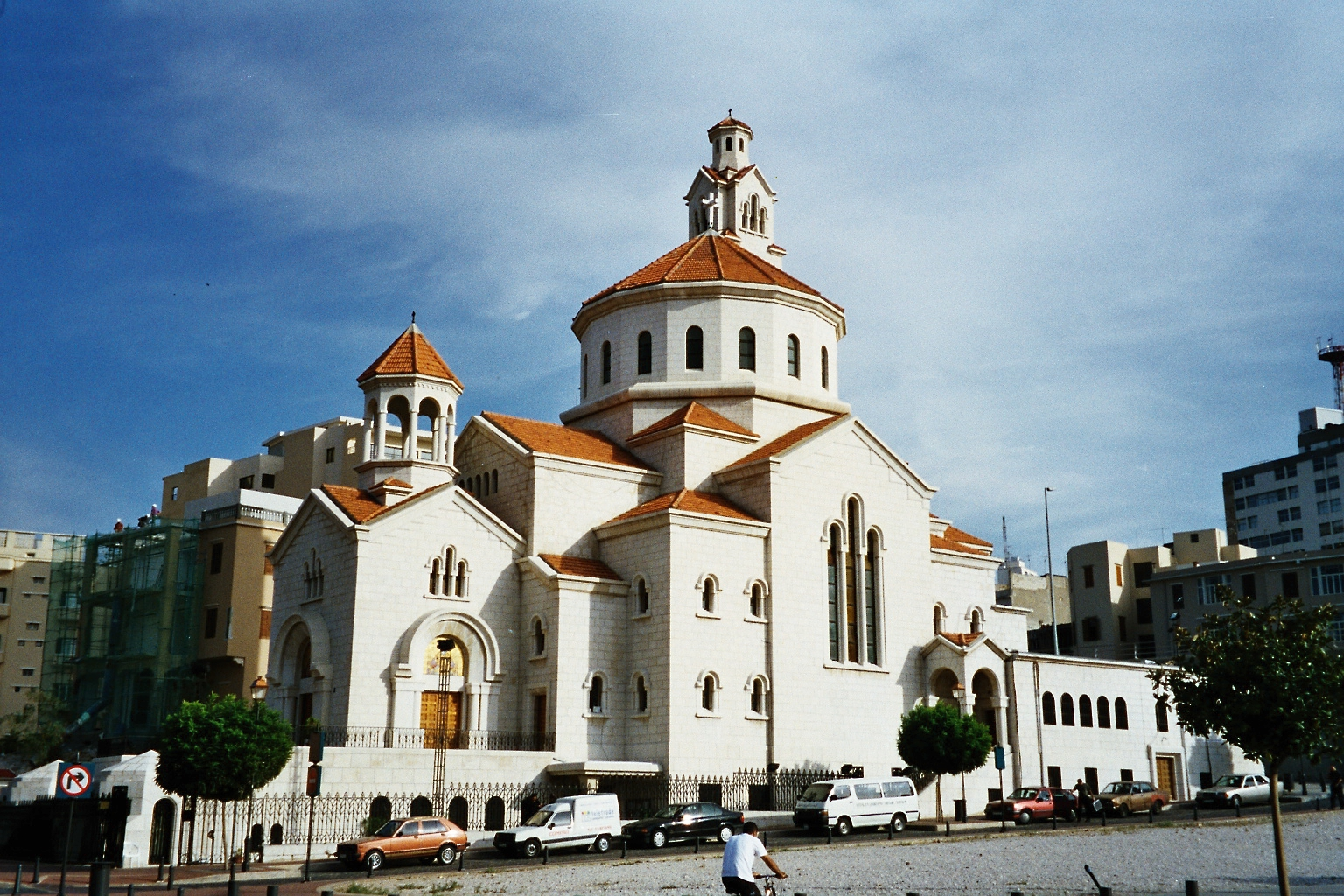
Nhà thờ chính tòa thánh Elias và thánh Grêgôriô Người khai sáng thuộc Giáo hội Công giáo Armenia tại thủ đô Beirut
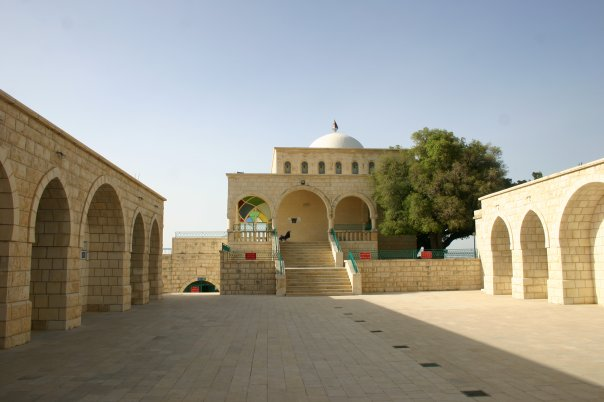
Đền thờ Ngôn sứ Gióp của người Druze
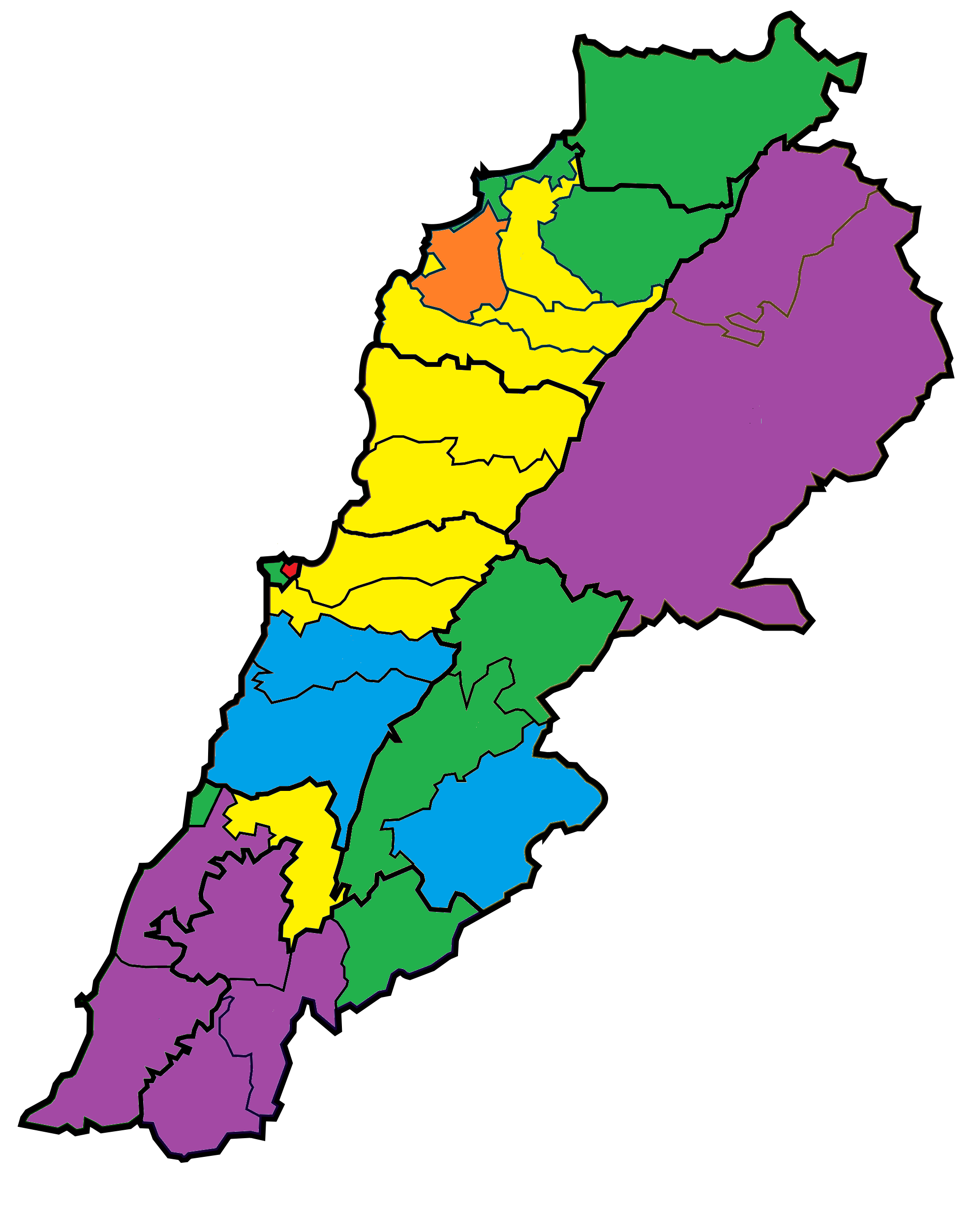
Sơ đồ thể hiện giáo phái lớn nhất theo "tiểu khu bầu cử" (qada) của các khu vực bầu cử tại Liban.  Phái Sunni  Phái Shia  Druze  Công giáo Maronite  Chính thống giáo Hy Lạp  Chính thống giáo Armenia